# Paul Frère
Paul Frère (Le Havre, 1917. január 30. – 2008. február 23.) belga autóversenyző, az 1960-as Le Mans-i 24 órás autóverseny győztese.

## Pályafutása
1952 és 1956 között a Formula–1-es világbajnokság tizenegy versenyén vett részt. 1952-ben hazája nagydíján debütált a sorozatban. A futamot pontszerzőként, az ötödik helyen zárta. Ezentúl további két alkalommal végzett pontot érő helyen. Az 55-ös belga futamon negyedik, míg az 56-os belga nagydíjon második lett.
1953 és 1960 között minden évben rajthoz állt a Le Mans-i 24 órás viadalon. 1955-ben és 1959-ben másodikként zárt. 1960-ban honfitársával, Olivier Gendebiennel az első helyen értek célba. Kettősük négy kör előnnyel győzött a második helyezett Ricardo Rodríguez és André Pilette alkotta páros előtt. Ebben az évben megnyerte a Spa-i 1000 kilométeres futamot is.
1960-ban visszavonult a versenyzéstől és autós újságíróként tevékenykedett.
2007 januárjában, néhány nappal a kilencvenedik születésnapja előtt komoly autóbalesetet szenvedett a Nürburgring közelében. Súlyosan megsérült, két hetet töltött intenzív osztályon. Egy évvel később, 2008. február 23-án, kilencvenegy éves korában hunyt el. A Circuit de Spa-Francorchamps versenypályán kanyart neveztek el a tiszteletére.

## Eredményei

### Teljes Formula–1-es eredménysorozata
(Táblázat értelmezése)

(Félkövér: pole-pozícióból indult; dőlt: leggyorsabb kört futott) 

| Év   | Csapat           | Modell             | Motor                      | 1   | 2     | 3      | 4      | 5   | 6      | 7      | 8      | 9   | Helyezés | Pont |
| ---- | ---------------- | ------------------ | -------------------------- | --- | ----- | ------ | ------ | --- | ------ | ------ | ------ | --- | -------- | ---- |
| 1952 | HW Motors Ltd    | HWM 52             | Alta 2.0 L4                | SUI | 500   | BEL 5  | FRA    | GBR | GER Ki |        |        |     | 16.      | 2    |
| 1952 | Ecurie Belge     | Simca-Gordini T15  | Gordini 1.5 L4             |     |       |        |        |     |        | NED Ki | ITA    |     | 16.      | 2    |
| 1953 | HW Motors Ltd    | HWM 53             | Alta 2.0 L4                | ARG | 500   | NED    | BEL 10 | FRA | GBR    | GER    | SUI Ki | ITA | -        | 0    |
| 1954 | Equipe Gordini   | Gordini T16        | Gordini 2.0 L6             | ARG | 500   | BEL Ki | FRA Ki | GBR | GER Ki | SUI    | ITA    | ESP | -        | 0    |
| 1955 | Scuderia Ferrari | Ferrari 555        | Ferrari 106 2.5 L4         | ARG | MON 8 | 500    | BEL 4  | NED | GBR    | ITA    |        |     | 15.      | 3    |
| 1956 | Scuderia Ferrari | Lancia Ferrari D50 | Lancia Ferrari DS50 2.5 V8 | ARG | MON   | 500    | BEL 2  | FRA | GBR    | GER    | ITA    |     | 7.       | 6    |

### Le Mans-i 24 órás autóverseny
| Év   | Csapat                   | Autó                  | Csapattárs              | Helyezés | Kiesés oka        |
| ---- | ------------------------ | --------------------- | ----------------------- | -------- | ----------------- |
| 1953 | Porsche KG               | Porsche 550 Coupé     | Richard von Frankenberg | 15.      |                   |
| 1954 | David Brown              | Aston Martin DB3S     | Carroll Shelby          | Kiesett  | Felfüggesztéshiba |
| 1955 | Aston Martin Ltd.        | Aston Martin DB3S     | Peter Collins           | 2.       |                   |
| 1956 | Jaguar Cars Ltd.         | Jaguar D-Type         | Desmond Titterington    | Kiesett  | Baleset           |
| 1957 | Equipe Nationale Belge   | Jaguar D-Type         | Freddy Rousselle        | 4.       |                   |
| 1958 | Porsche KG               | Porsche 718 RSK       | Edgar Barth             | 4.       |                   |
| 1959 | David Brown Racing Dept. | Aston Martin DBR1/300 | Maurice Trintignant     | 2.       |                   |
| 1960 | Scuderia Ferrari SpA     | Ferrari 250TR59/60    | Olivier Gendebien       | Győzelem |                   |